# Vem ska jag tro på? (TV-serie)
Vem ska jag tro på? är en TV-serie som hade premiär på UR Play och SVT1 den 28 februari 2024. Första säsongen består av sex avsnitt.

## Handling
Serien kretsar kring vad som är sant och vad som är falskt i medielandskapet. Programledaren Kodjo Akolor tittar närmare på konspirationsteorier, vilseledande reklam, ryktesspridning med mera.
I andra säsongen undersöker Kodjo Akolor hur AI påverkar medierna och samhället.

## Medverkande (i urval)
- Kodjo Akolor - programledare
- Johan Löfstedt
- Emma Frans
- Jenny Strömstedt
- Ina Lundström
- Karin Pettersson
- Paulina Modlitba